# Li Yinhui
Li Yinhui (en chino: 李茵晖; Wuhan, 11 de marzo de 1997) es una deportista china que compite en bádminton, en las modalidades de dobles y dobles mixto.
Ganó dos medallas de bronce en el Campeonato Mundial de Bádminton, en los años 2018 y 2019.

## Palmarés internacional
| Campeonato Mundial | Campeonato Mundial | Campeonato Mundial | Campeonato Mundial |
| Año                | Lugar              | Medalla            | Prueba             |
| ------------------ | ------------------ | ------------------ | ------------------ |
| 2018               | Nankín (China)     | Medalla de bronce  | Dobles mixto       |
| 2019               | Basilea (Suiza)    | Medalla de bronce  | Dobles             |